# Illa Visokoi
L'illa Visokoi és una petita illa volcànica deshabitada de les Illes Traversay, un subgrup de les illes Sandwich del Sud. L'illa té una forma ovalada, amb una longitud de 8 quilòmetres i una amplada de 6 quilòmetres. La seva superfície és d'uns 30,7 km² la major part dels quals estan coberts per glaceres que arriben a la costa en diversos llocs.
L'illa està dominada pel mont Hodson, un estratovolcà que s'eleva fins als 1.005 msnm al costat occidental de l'illa. Té el cim pla i presenta un cràter de 900 metres d'ample envoltat per dues cicatrius de col·lapse de sectors concèntrics. Diversos cons d'escòria s'alcen de la part oriental. S'han documentat erupcions el 1830, 1927 i 1930.
L'illa va ser descoberta el 23 de desembre de 1819 per l'expedició de Thaddeus von Bellingshausen.